# 大三度

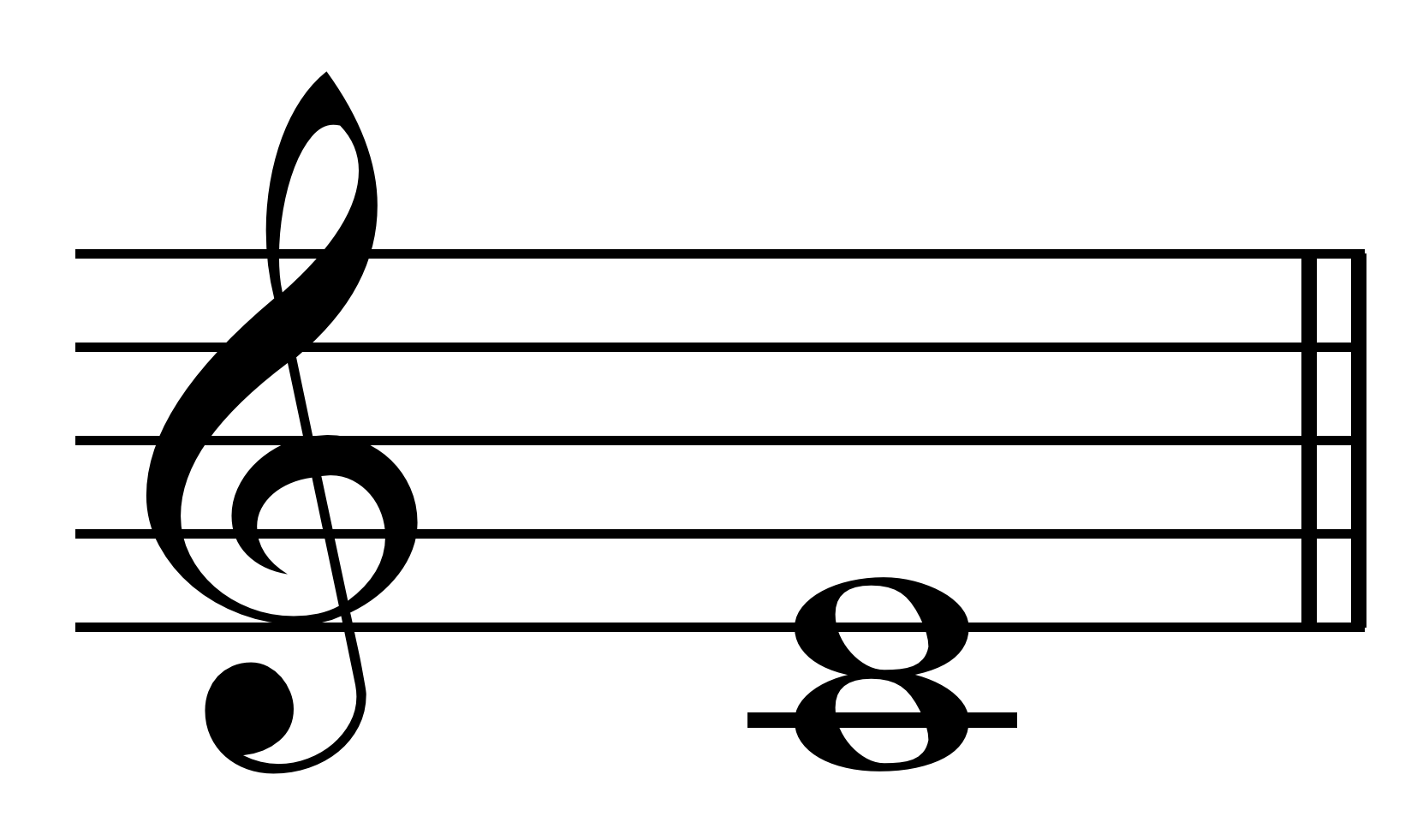
純大三度

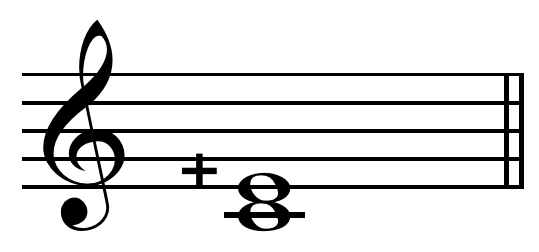
畢氏大三度

大三度（播放ⓘ）是一种相距4个半音的音程。在五線譜中占据三度（两间一线或两线一间）的音程称为“三度”，其中相距4个半音的称为“大三度”，相距3个半音的称为“小三度”。例如，從C到E的音程是大三度，因為E比C高四個半音（C→C♯→D→D♯→E)，且在五線譜上占据三度的位置（C→D→E）。
在大调式中，主音与上方第Ⅲ级音为大三度。

## 不同系統的大三度
| 大三度     | 音分   |
| ---------- | ------ |
| 純律       | 386.31 |
| 十二平均律 | 400    |
| 五度相生律 | 407.82 |

純律中的大三度為5:4（播放ⓘ，第五個泛音和第四個泛音）或386.31音分；在十二平均律中，一個大三度相等於四個半音，比例是21/3:1（約等於1.2599）或400音分(比5:4的比例大13.69音分)。在五度相生律中，兩個全音（兩個9:8的大二度）构成了一個刺耳的大三度（81:64，407.82音分，播放ⓘ）。

## 大三度與八度
在十二平均律中，三個相連的大三度就是一個八度（例如C→E，E→G♯/A♭，G♯/A♭→C），也稱「三度的圓圈」。但是，在純律中，三個5:4的大三度小於一個八度（{\displaystyle {\begin{smallmatrix}{\frac {125}{64}}<{\frac {2}{1}}\end{smallmatrix}}}）。例如，C的三個5:4的大三度是B♯（C→E→G♯→B♯）。這個B♯和C的距離是大約41音分。

## 大三度分類
大三度屬於不完全和諧音，它是纯一度/纯八度、純五度/純四度之後最和諧的音程。

## 減四度與大三度
減四度和大三度是異名同音（半音數目一樣）。例如，B–D♯是大三度；但如果把D♯寫成E♭，那音程就是減四度。B–E♭在C和聲小調中出現。注意在給一個六弦結他調音時，第二弦（B）和第三弦（G）的音程是大三度，而其他弦之間的音程都是完全四度。